# Cranio di Dali
Il Cranio di Dali è il fossile di un cranio di un ominide scoperto a Jiefang in Cina nel 1978  da Shuntang Liu.

## Descrizione
La classificazione dell'ominide è dibattuta, tra chi lo ritiene un esemplare dell'Homo erectus o dell'Homo sapiens; caratteristiche dell'Homo erectus sono le arcate sopracciliari prominenti, la fronte sfuggente, una cresta ossea lungo la parte posteriore del cranio e spesse pareti craniche. La sua capacità cranica è di 1.120 cc, è intermedia tra H. erectus e H. sapiens, e le ossa facciali sono più piatte e più piccole di quella caratteristiche dell'Homo erectus e di altre arcaiche specie di ominidi. Tutto considerato potrebbe trattarsi di una tarda forma di H. erectus che aveva evoluto tratti simili a quelli di H. sapiens.
Anche la datazione del teschio è oggetto di dibattito. Per uno studio del 1994 il fossile è databile a 210.000 anni fa, ma una nuova analisi del 2017 stima l'età del cranio a circa 260.000 anni fa.